# Filimanus hexanema
Filimanus hexanema és una espècie de peix pertanyent a la família dels polinèmids.
Pot arribar a fer 12 cm de llargària màxima. Té 1-12 radis tous a l'aleta dorsal i 6 filaments pectorals, alguns dels quals s'estenen més enllà del punt mitjà de l'aleta anal. És un peix marí, demersal i de clima tropical (5°S-7°S, 105°E-107°E).
És inofensiu per als humans.